# Panicum bambusiculme
Panicum bambusiculme là một loài thực vật có hoa trong họ Hòa thảo. Loài này được Friis & Vollesen mô tả khoa học đầu tiên năm 1982.